# カメラ
カメラ（英: camera、独: Kamera）は、写真や映像を撮影するための光学的な機械や装置。写真機（しゃしんき、寫眞機）ともいう。

## 概要

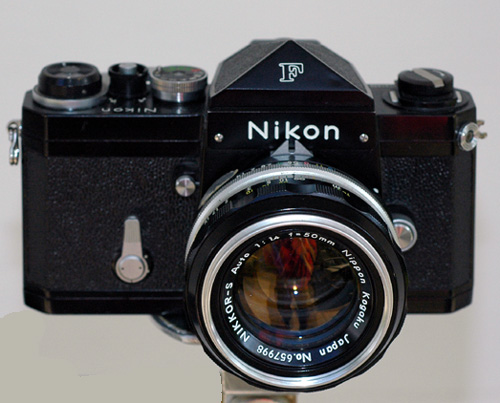
一眼レフカメラ、ニコンF。

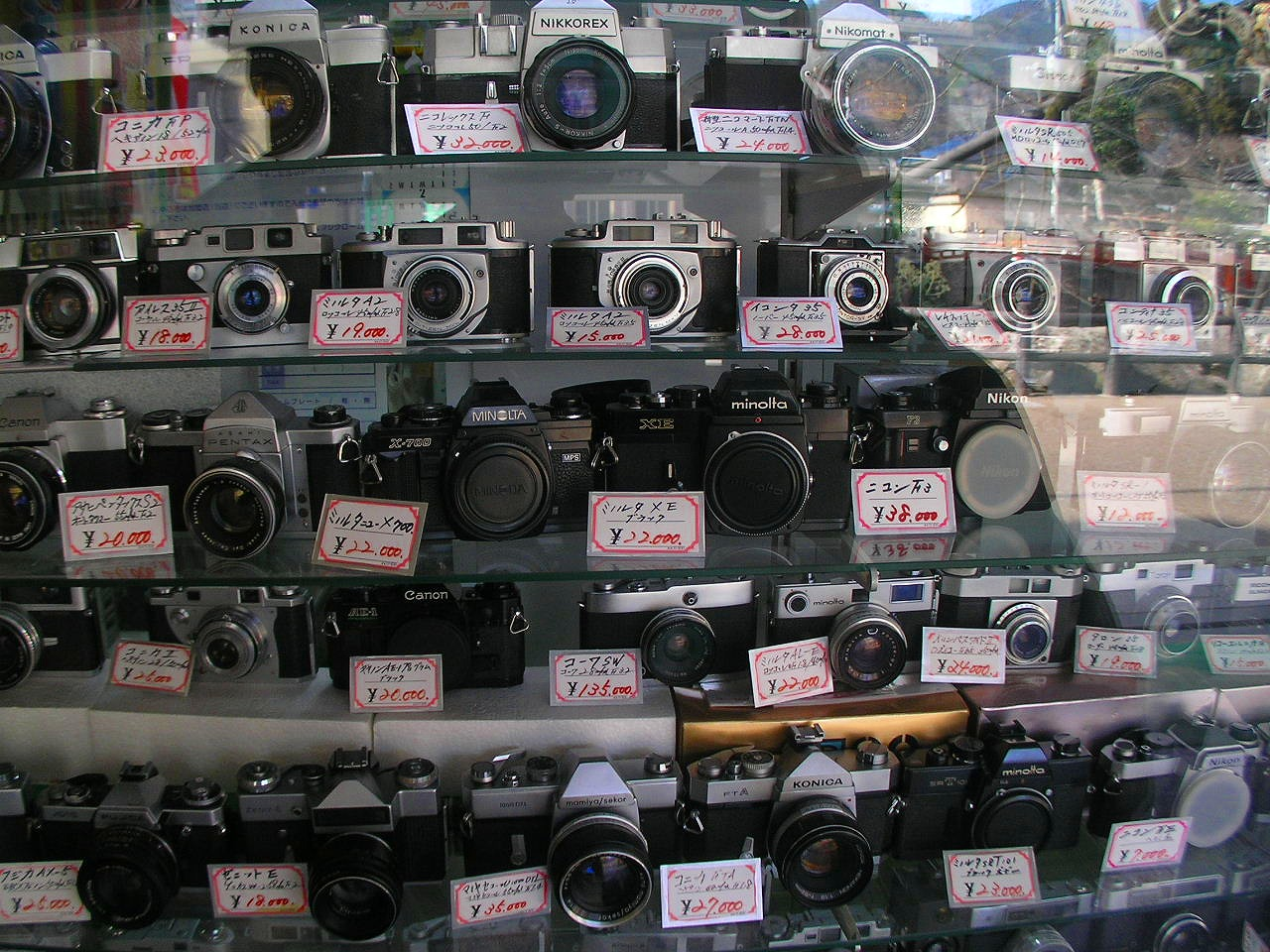
カメラ店に並ぶさまざまなカメラ（一眼レフカメラ、レンジファインダーカメラなど）。

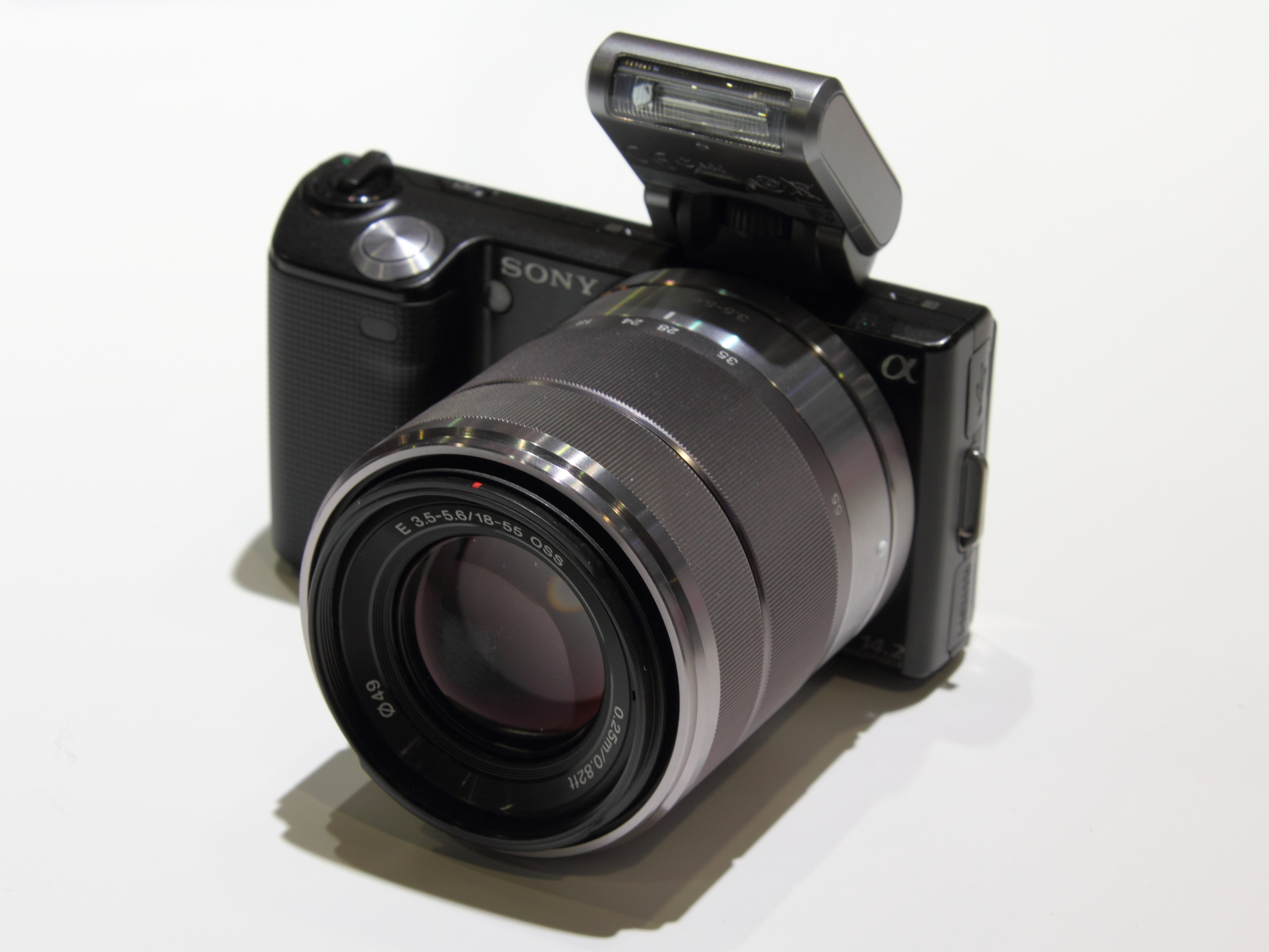
ミラーレス一眼カメラの一例。

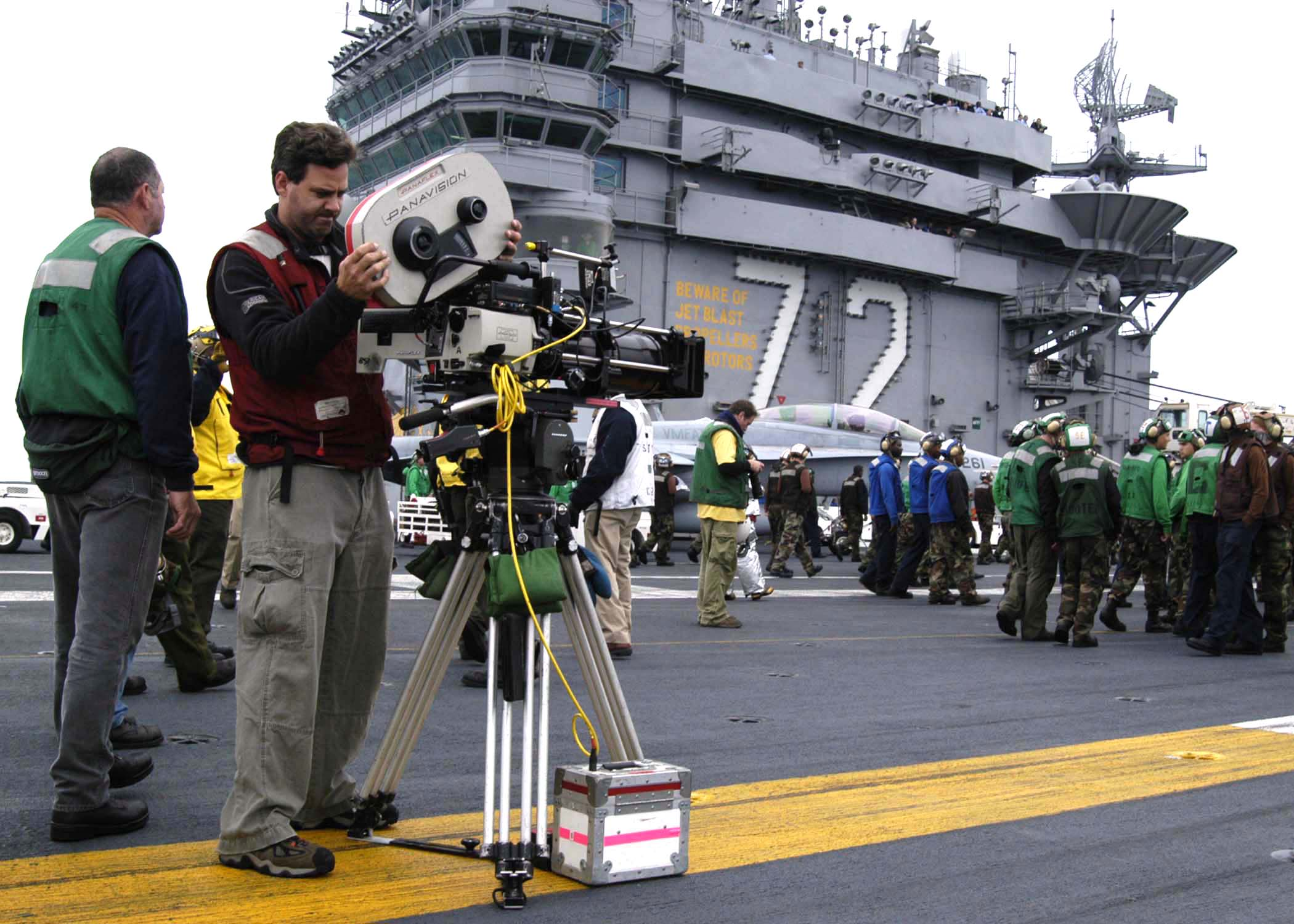
映像撮影用（映画などの撮影用）のカメラの一例。

カメラは静止画や動画（スチル写真や映像）を撮影するための装置である。光学的に像を結ぶためにレンズ等の光学系を有している（#構造）。16世紀に発明されたカメラ・オブスクラを起源にもち（#歴史）、技術の発展に伴って様々な種類のカメラが登場している（#種類）。スマートフォンなどに搭載された静止画・動画撮影兼用の「カメラモジュール」等を「カメラ」と呼ぶこともある。

## 構造
カメラは基本的に、遮光されたボディ（暗箱）に、
1. レンズ
2. 撮像素子
3. シャッター

を取り付けた物である。多くの場合ファインダーも有する。

### レンズ
被写体からの光を集めて一点に像を結ぶようにする部品である。レンズ・焦点調節装置・絞りを組み合わせた写真レンズとして部品化されている。

### ファインダー
カメラで写る範囲を確認するための窓をファインダーという。

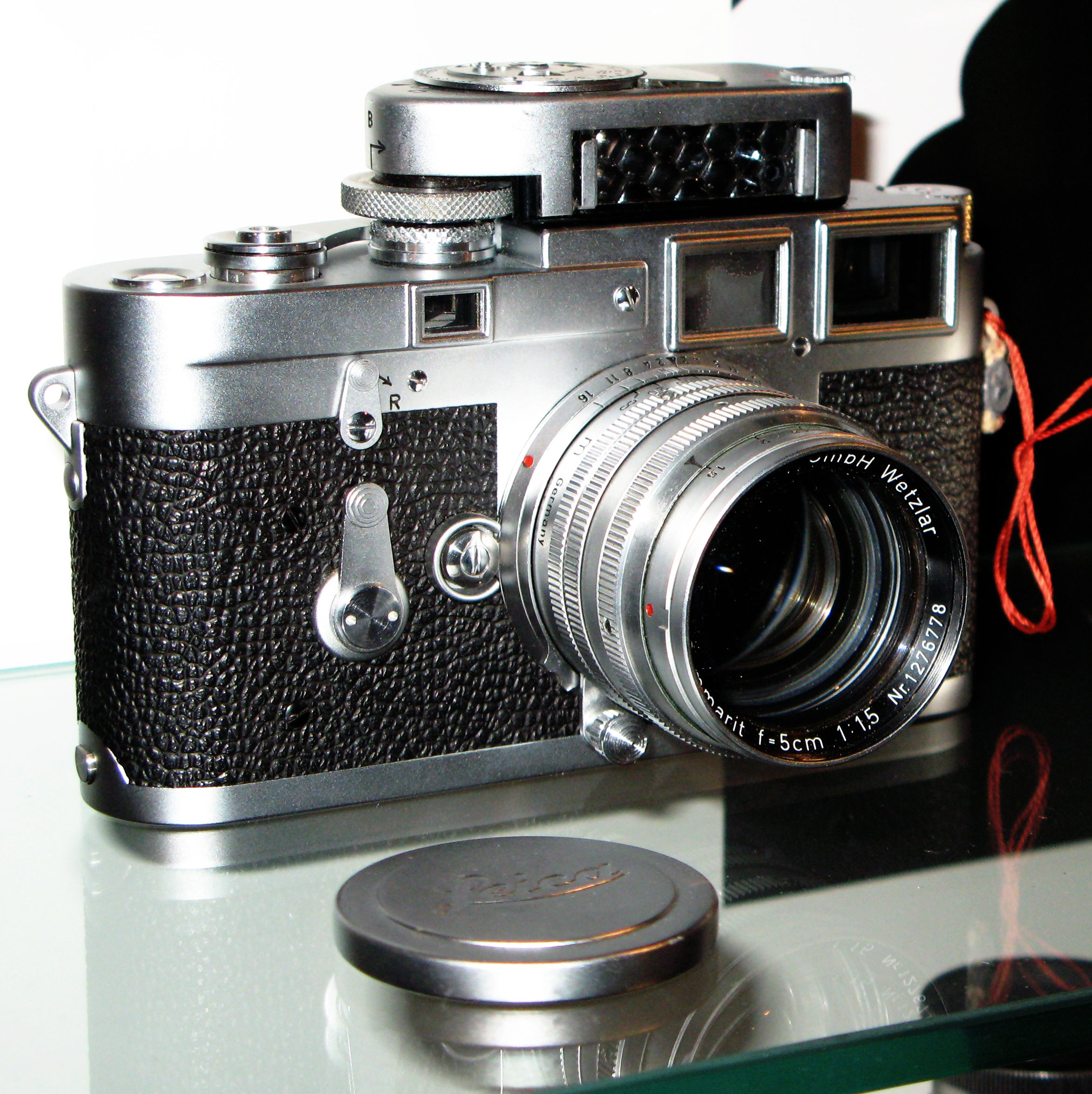
ライカM3

撮影範囲を知るためのビュー・ファインダー（ファインダー）を、撮影用レンズと独立させて取り付けたものをビュー・ファインダー・カメラという。構造が簡単なため、安価なカメラに使用される。ファインダーには簡単なレンズが使用されることが多いが、ライカMシリーズのように、距離計と組み合わせて精密な焦点調節を可能にしているものもある。これらは距離計連動式カメラ（レンジファインダーカメラ）と呼ばれる。また、フィルムカメラにおいては、一眼レフカメラ・二眼レフカメラに対しコンパクトカメラと呼ぶ。 
この形式の不可避の欠点として、撮影用レンズとファインダーが独立していることによるパララックス（視野の誤差）が生じるが、ほとんどの距離計連動式カメラにはパララックス補正装置が組み込まれている。またビュー・ファインダー・カメラは、その視差の為に極端な近接撮影には向かない。

## 語源
もともとの語源であるラテン語のcameraは「小さな部屋」を意味し、カメラの由来である「カメラ・オブスクラ」の「オブスクラ」（やはりラテン語で、obscura）は「暗い」という意味で、画家が風景画を描く際に用いた暗室に由来する（#歴史参照）。

## 歴史

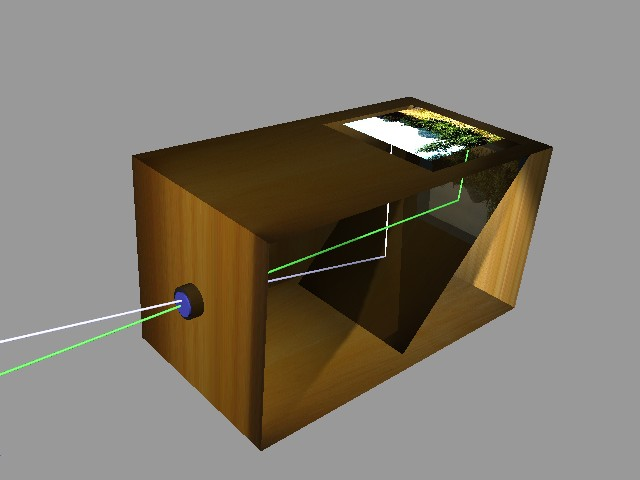
レンズと鏡を用いた携帯式カメラ・オブスクラ。これがのちの写真機の原型になった

カメラの原理は、写真術の発明以前から知られていた。16世紀、画家が風景画を描く際、壁面に小さな穴を空け、反対側の壁面に外の景色が映し出されるという暗室（カメラ・オブスクラ）が利用された。のちにカメラ・オブスクラには小穴の代わりにレンズが取り付けられ、より鮮明な像が得られるようになった。さらに反射鏡によって箱の上面に像を結ばせるようにした小型のカメラ・オブスクラが作られた。これは絵画における遠近画法の確立に寄与したと言われている。
1824年、ニセフォール・ニエプスが世界初の写真である「ヘリオグラフィ」を発明。携帯型カメラ・オブスキュラの画像が定着できるようになった。1839年8月19日にはルイ・ジャック・マンデ・ダゲールが初の実用的写真術「ダゲレオタイプ」を発表。その後のカメラは、写真とともに発展していった。
19世紀末までに、記録媒体として写真フィルムが普及し、コンパクトで手軽に写真が撮影できるカメラが大衆化する。1950年代まではイギリスやドイツ、アメリカ合衆国が世界市場を牽引していたが、1970年代以降は、日本製のカメラが世界市場を席巻する。1963年（昭和38年）には、露出を自動化したAEカメラが現れた。さらに1977年（昭和52年）には、オートフォーカス機構が実用化され、構図を決めてシャッターを押すだけで写真が撮れるのが当たり前の時代になった。
2000年（平成12年）ごろから、従来の銀塩フィルム上の化学反応による撮影画像の記録ではなく、撮像素子(CCDなど)からの電気信号をデジタルデータ化して記録するデジタルカメラが普及し始める。その後デジタルカメラは勢力を伸ばし、ついには従来のフィルムカメラを駆逐する勢いとなって、それに伴いフィルムカメラ関連の事業は縮小していった。

## 種類

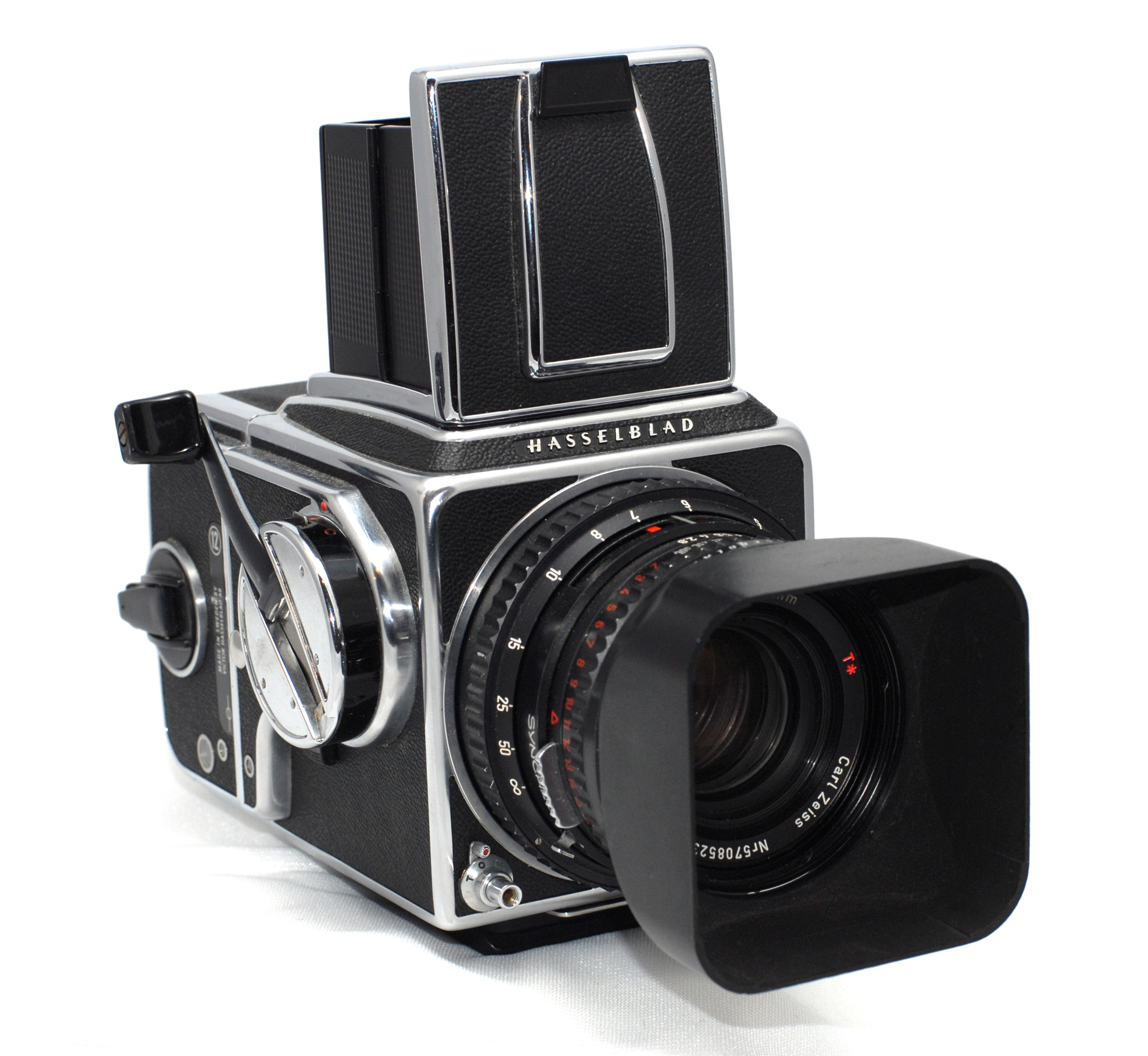
ハッセルブラッド 500 C/M

### 銀塩式とデジタル式

#### 銀塩カメラ
フィルムや印画紙などの感光材料を利用したカメラで、フィルム式カメラやインスタントカメラなどデジタルカメラ以外のほとんどのカメラが銀塩カメラにあたる。銀塩は感光材料の主たる原料に銀や塩素の化合物が用いられていることに由来する。
銀塩写真では撮影時に光を銀や塩素の化学反応として記録し、それを別の化学反応によって目に見える形に変化させる現像の処理が必要なため画像が出来上がるまでに時間がかかる。また、銀塩写真では撮影するたびにフィルムを消費するためコストが比較的高くなる。
一方で銀塩写真は化学反応の強弱に応じた細かい諧調表現が可能なことや現像のプロセスを楽しむ目的などから未だに人気がある。

#### デジタルカメラ
デジタルカメラは、銀塩などの化学的な感光材料のかわりに、感光を電気信号に変換する部品（撮像素子）を用いたカメラである。いわゆる電子ガジェット類に機能の一つとして付属している場合もある。
デジタルカメラはモニター画面を通して撮影後すぐに結果を見ることができ、色や画像のデジタル処理も容易に行うことができる。また、デジタルカメラは撮影のみの場合にはほとんどコストがかからないなどの利点もある。コストを気にせず桁違いに多数撮影することができ、撮影したものは原則的に紙にはプリントせず、コンピュータの記録媒体に転送し、ディスプレイで鑑賞するということが一般化している。

### スチルカメラとムービーカメラ

#### スチルカメラ
静止した写真の撮影用のカメラをスチルカメラという。

#### ムービーカメラ
動画の撮影用のカメラをムービーカメラ（シネマカメラ、シネカメラ）という。
銀塩式（フィルム式）のムービーカメラの場合は小さいコマにフィルムを連続的に供給して記録する必要がある。
デジタル式の場合はスチールとよく似た仕組みでムービーの機能も実現できることから、多くのデジタルカメラは短時間の動画を撮影する機能を持つ。
ムービーの内、映画用カメラは、制作者達には特に「キャメラ」と呼ばれることもある（「キャメラを止めるな!」）。

### コンパクトカメラとレフカメラ

#### コンパクトカメラ
コンパクトタイプのカメラは撮影の機能はシンプルに抑え持ち運びに便利なようにしたカメラである。

#### 一眼レフカメラ
一眼レフカメラとは、フィルムに写る画像を鏡を使って反射（レフレックス）し、それをスクリーンに投影してそのままファインダー像とするカメラ。撮影用レンズとフイルムとの間に45°の反射鏡(レフレクター)を配し、フィルム上と同等の画像を上方（一部のカメラにあっては側方）のピントグラス上に結像させ、確認できるようにしたカメラである。シャッターを開く際は、反射鏡が移動されてフィルム面へと光路が切り替わる。

#### 二眼レフカメラ
撮影レンズと同じ焦点距離のレンズによるレフレックス型ファインダーのカメラ。一眼レフカメラと同様に45°の反射鏡を使って、本体上部のピントグラス上にファインダー像を得る方式だが、撮影用レンズと同等のファインダー用レンズが別に存在するカメラである。ファインダーに映る像は左右が反転する。ビュー・ファインダー式と同様に視差を生じる。

### フィルムの大きさによる分類
製造者・使用者双方の利便性の為にフィルムの種類は規格化されており、規格ごとに概ね以下のように分類できる（なお、例えば以下では110を「超小型」に分類しているが、「小型」に分類されることも多いと思われるように、厳密な分類があるわけではない）。

#### 超小型カメラ
16mmフィルムやミノックス・サイズのフィルムを使うカメラ。戦前から戦後に流行した豆カメラや、110カートリッジ・フィルムを使うカメラ（ポケットカメラ）等。ギネスブック等で「一般市販された世界最小の（フィルム）カメラ」とされるのは、1948年から日本の「聖ペテロ光学」により少数が製造された円形カメラ「ペタル」（Petal 直径29mm・厚さ16mm・重量60g。専用24mm円形フィルム6枚撮り）。

#### 小型カメラ
多くは35mmフィルムを使うカメラ（カプセルカメラ）。画面フォーマットとしてはライカ判（24×36mm判）が主流だが、一コマ分を長手方向に半分にして使用する35mmハーフ判もある。また、126カートリッジ・フィルム、APSフィルム（IX240）を使うカメラも小型カメラに分類される。

#### 中型カメラ
中型カメラに分類される中判カメラは、120フィルムまたは220フィルム（ブローニーフィルム）を使うカメラ。画面フォーマットとしては、6×4.5cm判、6×6cm判、6×7cm判、6×8cm判、6×9cm判、6×12cm判、6×17cm判などがあるが、実際の画面サイズはカメラによって違う事もある。

#### 大型カメラ
大型カメラに分類される大判カメラは、4×5インチ以上で、一般に、ロールフィルムではなくいわゆるシートフィルムである。4×5in判、5×7in判、8×10in判など。

### その他の分類
以下は、撮影方式・用途、その他による分類である。
- インスタントカメラ - 撮影直後に自動的に現像を行う写真フィルムを使ったカメラ
  - ポラロイドカメラ
  - チェキ
- パノラマカメラ - 画角をひとコマに撮影するパノラマ写真を撮影するためのカメラ
- ステレオカメラ(立体カメラ) - 立体的な空間把握のできる立体写真を撮影るためのカメラ
- レンズ付きフィルム(使い切りカメラ) - レンズ・フィルムを工場で最初から内蔵した状態で販売される軽便なカメラ
- レンジファインダーカメラ - 光学視差式距離計により、距離測定に連動して撮影用レンズの焦点を合わせられるカメラ
- ピンホールカメラ(針穴写真機) - 写真レンズを使わず、針穴（ピンホール）を利用して撮影するカメラ
- ディスクカメラ - ディスク状のフィルムの新規格であるディスクフィルムを使用するカメラ
- ビューカメラ(モノレールカメラ・フィールドカメラ) - 独立したファインダーを持たないカメラ
- AEカメラ(自動露光調節式カメラ・自動露出カメラ・EEカメラ) - 露出を自動で行なう機能を内蔵したカメラ
- スリットカメラ - スリットを設け、被写体を1本のフィルムに連続的に撮影するカメラ
- ハイスピードカメラ - 高速現象を撮影することを目的としたカメラ
- 湿板カメラ
- 電子スチルカメラ
- コンパクトカメラ
  - バカチョンカメラ - オートフォーカス機能付きコンパクトカメラの俗称
  - ネオ一眼 - レンズ固定式カメラで、広角から超望遠までズームができるズーム比の大きいコンパクトカメラ
  - 高級コンパクトカメラ - 高品位なレンズを搭載し、マニュアル操作である程度の自由が効くコンパクトカメラ
  - オープンプラットフォームカメラ - OLYMPUSの「AIR」のようなマイクロフォーサーズレンズが装着できるスマホ連携カメラ
  - 望遠鏡型カメラ - キヤノンの「PowerShot ZOOM」のように望遠鏡の形をしたカメラ
- フォールディングカメラ - 写真乾板を主に使用する折り畳み式カメラ
  - スプリングカメラ - ロールフィルムを主に使用する折り畳み式カメラ
- トイカメラ - 玩具のような小柄な見た目で、低所得者や年少者を中心とした大衆的な普及を目的としたカメラ。
  - トイデジカメ - トイカメラとデジタルカメラの機能を持ち合わせたカメラ
- キッズカメラ - 子どもが使うことを想定して作られたデジタルカメラ
  - ポケットカメラ
- 医療用カメラ
  - X線カメラ（X線写真）
  - 胃カメラ（内視鏡）
- トレイルカメラ
- 製版カメラ
- 航空カメラ
- 水中カメラ
- 工事カメラ
- スマートフォン

## 日本のブランド
カメラ
- 日本のカメラメーカー

光学レンズ
- 日本のレンズメーカー

## 利用

### 出荷統計
2019年1～12月期のデジカメ世界出荷台数に関して、カメラ映像機器工業会（CIPA）の発表によると（前年同期比21.7%減の）1521万台だったとされた。種類別の内訳では、コンパクト型が（22%減の）675万台、一眼レフが（32%減の）450万台だった。2019年時点でミラーレスカメラの出荷台数が395万台でデジタルカメラ全体の26%を占めた。
2020年は、カメラ映像機器工業会（CIPA）の発表によると、（スマホの影響に加えて）コロナ禍によるイベント中止や外出自粛がデジタルカメラの出荷台数にも大きく影響し、世界出荷台数が（19年比42%減の）888万台だった。機種別ではミラーレスが293万台（26%減）、一眼レフは237万台（前年比47%減）であった。　

## 三脚・一脚
三脚は、重量のあるカメラ・レンズやスローシャッターの使用、長時間露光（夜景・花火、天体写真など）、セルフタイマーで撮影者も写る場合などに使われる。三脚や一脚は、手ブレを防ぐのにも有効だが、使用の手間もかかるので、35ミリなどの小型カメラでは限られた場合にのみ用いられる。最近は、各社メーカーから、軽量のものが出され、大型のものは主流がカーボンファイバーを使用したものに移行してきている。
カメラを固定するねじは、主にインチねじであるUNC1/4が使われ、まれにUNC3/8が使われる。

## カメラ女子
2004年、女性向けカメラ雑誌『カメラ日和』が創刊されヒットし、これを皮切りにカメラ女子をターゲットとした商品が増加していった。カメラ女子は技術よりも感性を重視しており、他の層と異なり「日常」を撮ることが多かったとされる。
次いで2000年代後半にはカメラ付きのスマートフォンが登場し、2010年代にかけて定着していくものの、同じ頃にはレンズ交換式カメラを小型化したミラーレス一眼カメラも登場し、これによってレンズ交換式カメラを持つカメラ女子が増加していった。
2016年の「マイナビ学生の窓口」による女子大生への調査結果によれば「〇〇女子」のうち好ましいと思うもののトップが「カメラ女子」となっていた。
その後、2010年代末にはフィルムカメラ女子が増加し、2020年には富士フィルムのモノクロフィルム「ネオパン100 ACROSII」が復活、2024年にはリコーがどのぐらいの需要があるか分からないとしながらもフィルムカメラの新製品「PENTAX 17」を発売した。

## カメラ雑誌
カメラをテーマとした雑誌には以下が存在する:

### 現行
- CAPA（1981年-、学研→ワン・パブリッシング）

### 過去
- カメラ→写真文化→写真科学→CAMERA（1921年-1956年、アルス）
- アサヒカメラ（1926年-2020年、朝日新聞社→朝日新聞出版）
- カメラマン（1927年-?、アルス）
- 日本カメラ（1950年-2021年、日本カメラ社）
- 写真工業（1952年-2008年、写真工業出版社）
- カメラマン（1978年-2020年、モーターマガジン社）
- カメラ日和（2004年-2016年、第一プログレス）
- 女子カメラ（2006年-2015年、インフォレスト→ミツバチワークス[20]）

なお写真雑誌については芸術写真#写真雑誌、グラフ誌、写真週刊誌、グラビア雑誌、ファッション誌（ストリートスナップ等）などを参照。

## カメラをテーマとした作品

### アニメまたはアニメ化された作品
- 『mono』[21]（2025年春、TOKYO MXほか） - 原作は2017年よりまんがタイムきららミラク→まんがタイムきららキャラット連載の同名の漫画

### その他の漫画
- 『ぎんしお少々』（まんがタイムきらら、2020年-2022年) - カメラ女子を主人公とした作品[22]。